# Милково (Камчатски край)
Ми́лково (на руски: Мильково) е голямо село в Камчатски край, Русия.
Разположено е на брега на река Камчатка, на около 180 km северно от Петропавловск Камчатски. Административен център е на Милковски район. Към 2016 г. има население от 8567 души.

## История
Историята на селото може да се проследи до 1697 г., когато казакът Владимир Атласов, заедно с 60 военнослужещи и 60 юкагири, тръгва на поход из Камчатка. На 15 km от сегашното село е основана крепост „Верхнекамчатски острог“. Селището Милково е основано през 1743 г. През 1752 г. близо до Милково е намерена желязна руда и е открита ковачница. Уви след 20 години тя е закрита, поради ниското качество на желязото в района. От 1818 г. селото разполага с болница, построена със средства от доброволци. По времето на Кримската война Петропавловск Камчатски е под англо-френска заплаха и в Милково и други съседни села са създадени отбранителни отряди, които помагат за отблъскване на атаката. В периода 1912 – 1914 г. е прокарана телеграфна линия, а първият телефон в селото е установен през 1916 г. През 1933 г. е създаден Милковски район, но границите му по това време са били много по-големи от днешните. Включвал е части от днешните Елизовски и Уст-Камчатски райони. Окончателните си граници районът получава през 1936 г. Същата година е открито и летище, а през 1940 г. е построен и първият хотел в селото. Милково става административен център през 1943 г. От 1975 г. селото разполага с телевизия, а от 1977 г. – с музей.

## Население
| 1939 | 2002 | 2007 | 2010 | 2016 |
| ---- | ---- | ---- | ---- | ---- |
| 996  | 9243 | 8900 | 8251 | 8567 |

## Климат
Климатът в Милково е субарктичен. Средната годишна температура е -0,4 °C, а средното количество годишни валежи е 798 mm.
| Климатични данни за Милково        | Климатични данни за Милково | Климатични данни за Милково | Климатични данни за Милково | Климатични данни за Милково | Климатични данни за Милково | Климатични данни за Милково | Климатични данни за Милково | Климатични данни за Милково | Климатични данни за Милково | Климатични данни за Милково | Климатични данни за Милково | Климатични данни за Милково | Климатични данни за Милково |
| Месеци                             | яну.                        | фев.                        | март                        | апр.                        | май                         | юни                         | юли                         | авг.                        | сеп.                        | окт.                        | ное.                        | дек.                        | Годишно                     |
| Средни максимални температури (°C) | −9,1                        | −8,2                        | −4,7                        | 0,1                         | 5,5                         | 11,1                        | 14,6                        | 15,2                        | 11,8                        | 5,7                         | −1,9                        | −6,4                        |                             |
| Средни температури (°C)            | −12,5                       | −11,7                       | −8,4                        | −2,9                        | 2,6                         | 7,7                         | 11,4                        | 12,0                        | 8,4                         | 2,8                         | −4,7                        | −9,6                        |                             |
| Средни минимални температури (°C)  | −15,8                       | −15,1                       | −12,1                       | −5,8                        | −0,2                        | 4,3                         | 8,2                         | 8,8                         | 5,1                         | 0,0                         | −7,5                        | −12,8                       |                             |
| Средни месечни валежи (mm)         | 62                          | 53                          | 42                          | 37                          | 46                          | 55                          | 68                          | 89                          | 83                          | 107                         | 86                          | 70                          |                             |
| ---------------------------------- | --------------------------- | --------------------------- | --------------------------- | --------------------------- | --------------------------- | --------------------------- | --------------------------- | --------------------------- | --------------------------- | --------------------------- | --------------------------- | --------------------------- | --------------------------- |
| Източник: Climate-Data             |                             |                             |                             |                             |                             |                             |                             |                             |                             |                             |                             |                             |                             |

## Икономика
Основните отрасли в селото са дърводобивната промишленост и селското стопанство.